# John Coghlan
John Robert Coghlan (Dulwich, Londres, 19 de Setembro de 1946) foi um membro original da banda de rock Inglês, Status Quo.
Filho de um pai nascido em Glasgow e uma mãe nascida em Londres, Coghlan cresceu em Dulwich, e foi educado na escola Kingsdale Comprehensive até deixar a escola aos 15 para começar uma aprendizagem como um mecânico.

## Carreira
Juntou-se Status Quo, o então chamado The Spectres, no início dos anos 1960. Sua bateria pode ser ouvida em canções do Status Quo como "Caroline", "Down Down", "Rockin 'All Over the World" e "Whatever You Want".
Ele deixou o grupo no final de 1981, e foi substituído por Pete Kircher, ex-integrante da banda da década de 1960 Honeybus. Depois de sua partida Coghlan tocou com a banda Partners In Crime que não conseguiu maior destaque. Ele também tocou em um single único de The Rockers, um supergrupo constituído também por Roy Wood, Phil Lynott e Chas Hodges, "We Are The Boys (Who Make All The Noise)", um pot-pourri rock and roll, que foi lançado em novembro de 1983 e alcançou o número 79 nas paradas.
Sua própria banda, 'John Coghlan's Diesel', era um grupo que consistia de amigos que ele conheceu em seus anos de Status Quo, principalmente Bob Young e Andy Bown. O Diesel nunca assinou um contrato de gravação.
Coghlan continua a tocar na John Coghlan's Quo, com membros de bandas de tributo ao Quo chamadas State of Quo e On the Level.
Ele também toca no 'John Coghlan Band', ou JCB, que inclui todos os membros não-bateristas da banda de boogie rock de doze compassos Predatür. Ele também excursiona com a King Earl Boogie Band que inclui ex-membros do Mungo Jerry.